# هلیل‌رود
هلیل رود، رودخانه‌ای در جنوب استان کرمان و در جنوب شرقی ایران است. هلیل رود با طول ۳۹۰ کیلومتر، به عنوان بزرگترین رود جنوب شرق ایران، از بلندی‌های بافت،رابر و ساردوئیه  سرچشمه گرفته و به تالاب جازموریان می‌ریزد. سد جیرفت، سد بافت و سد رابر بر سرشاخه های این رودخانه بسته شده‌اند. مرتفع‌ترین سرشاخهٔ آن از کوه شاه در ارتفاع ۴۴۰۰ متر سرچشمه می‌گیرد 

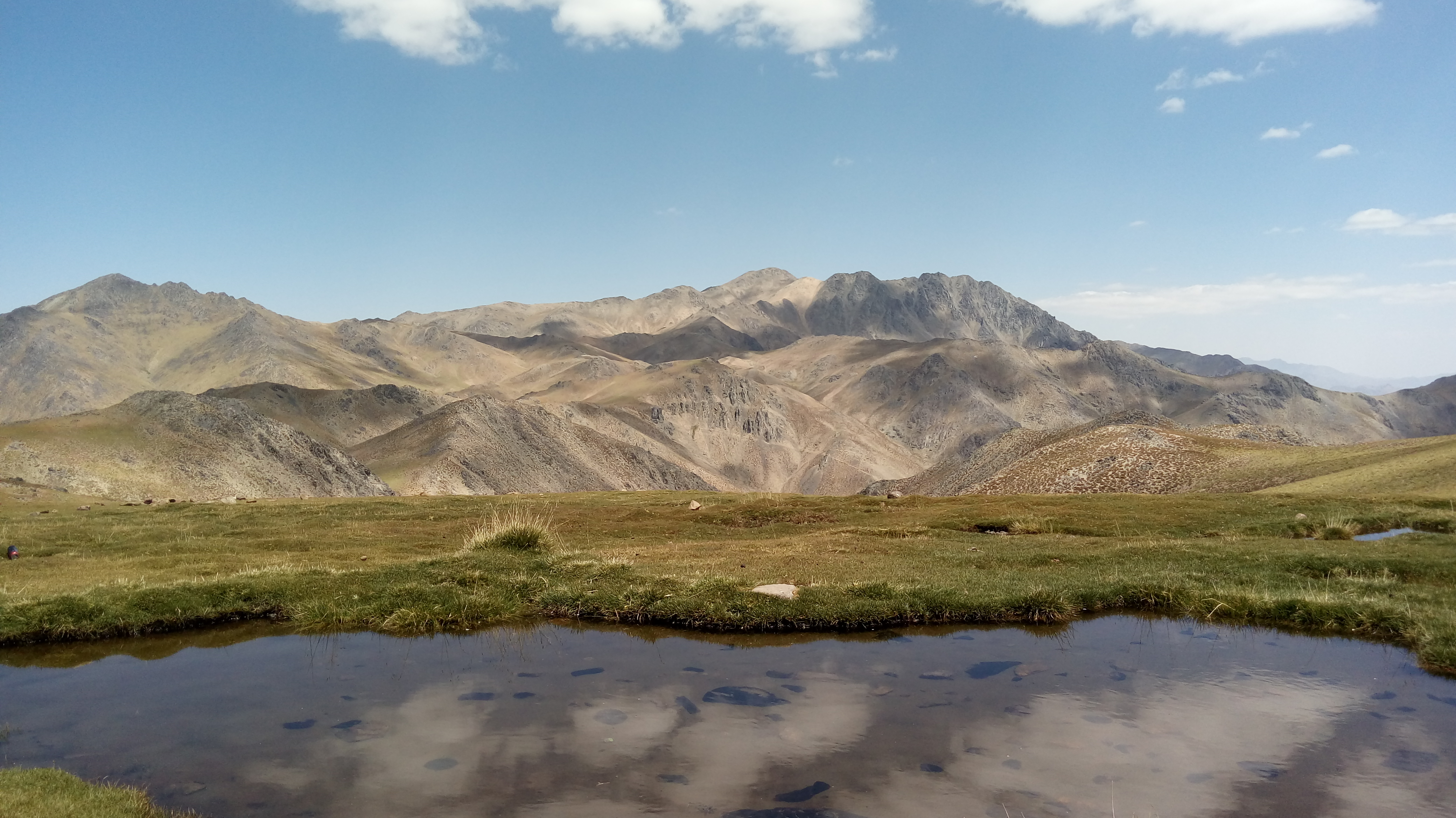
چشمهٔ آب معدنی جوچار در ارتفاع ۴۰۰۰ متری کوه شاه مرتفع‌ترین چشمهٔ جنوب ایران و نقطهٔ آغازین هلیل رود است.

وجود رود پر آب هلیل رود در این منطقه زمینه را برای آغاز کشاورزی و ایجاد تمدن جیرفت کهن فراهم کرده است .

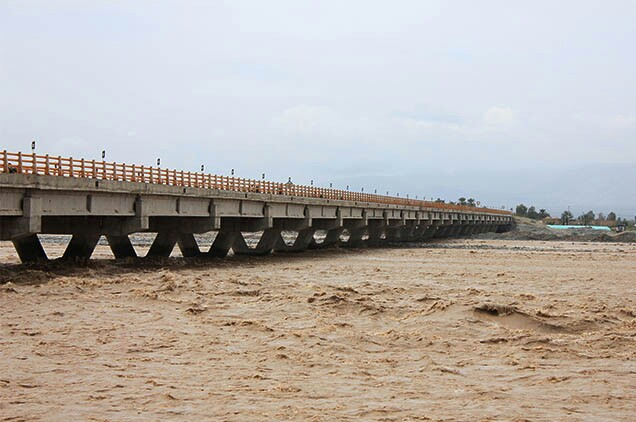
جریان سیلابی هلیل در جیرفت

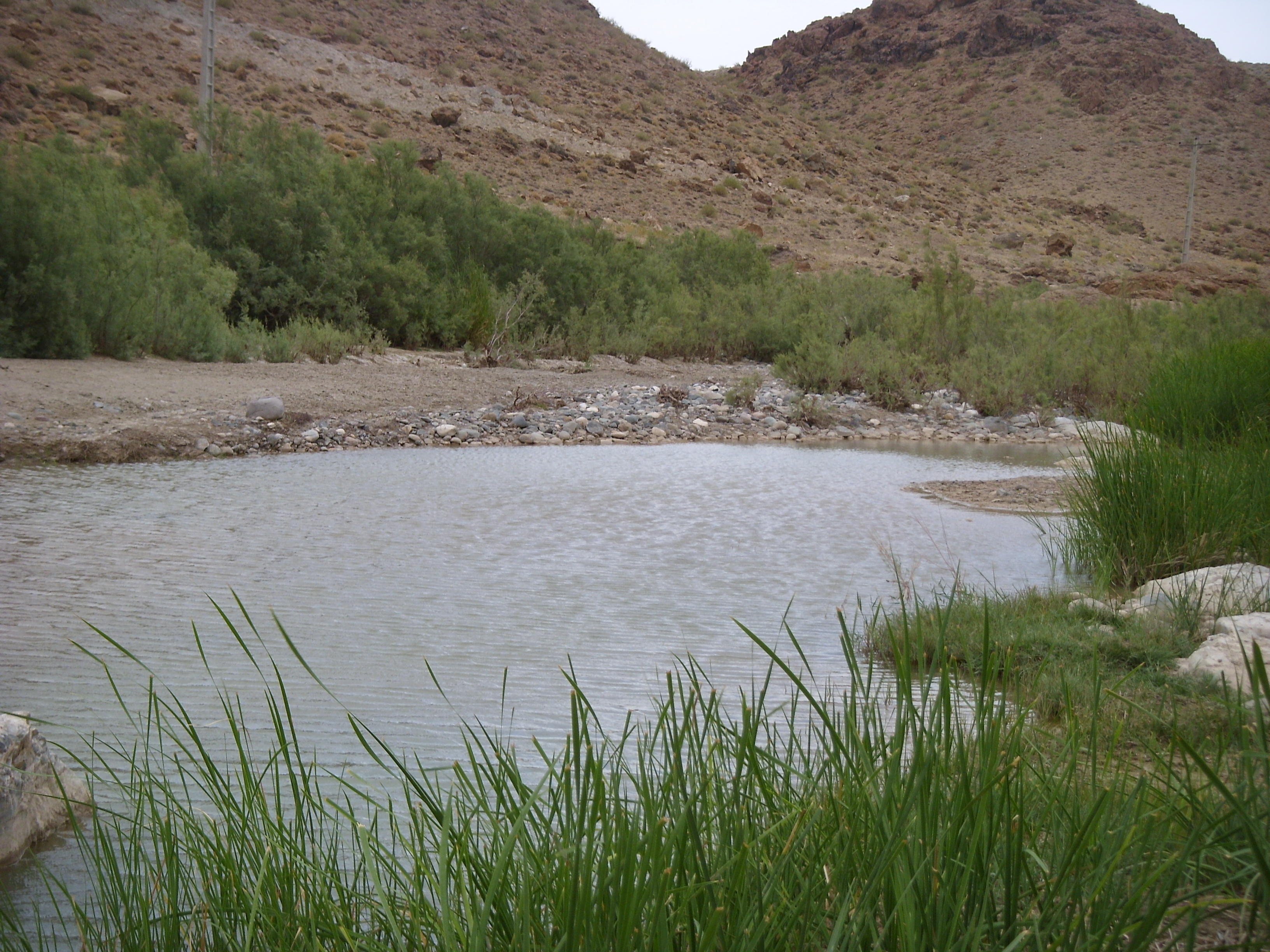
رودخانهٔ زردشت در جنوب شهرستان بافت طولانی‌ترین سرشاخهٔ هلیل رود است.

هلیل رود در انتهای مسیر به سد جیرفت وارد می‌شود و در نیمه مسیر خود به خشک‌رودی تبدیل می‌شود تا مزارع جیرفت را آبیاری کند. تا چندی پیش جریان دائمی هلیل رود با گذر از جیرفت و کهنوج وارد رودبار می‌شد و هامون جازموریان را سیراب می‌کرد.
وزارت نیرو قصد دارد با احداث طرح انتقال در سرچشمه‌های هلیل‌رود، این آب را به شمال استان کرمان منتقل نماید.